# Hoplolabis obtusiapex
Hoplolabis obtusiapex är en tvåvingeart som först beskrevs av Evgenyi Nikolayevich Savchenko 1982.  Hoplolabis obtusiapex ingår i släktet Hoplolabis och familjen småharkrankar. Inga underarter finns listade i Catalogue of Life.